# Кастельнуово-Бодзенте
Кастельнуово-Бодзенте, Кастельнуово-Боцценте (итал. Castelnuovo Bozzente) — коммуна в Италии, располагается в регионе Ломбардия, в провинции Комо.
Население составляет 835 человек (2008 г.), плотность населения составляет 278 чел./км². Занимает площадь 3 км². Почтовый индекс — 22070. Телефонный код — 031.
Покровителем коммуны почитается святитель Мартин Турский, празднование 11 ноября.

## Демография
Динамика населения:

## Администрация коммуны
- Официальный сайт: